# Oligosita haematoxantha
Oligosita haematoxantha is een vliesvleugelig insect uit de familie van de Trichogrammatidae. De wetenschappelijke naam werd voor het eerst geldig gepubliceerd in 1940 door Maksymilian Nowicki.